# Cuerpo de Bomberos de Chillán
El Cuerpo de Bomberos de Chillán corresponde a la filial del Cuerpo de Bomberos de Chile que opera en las comunas de Chillán y Chillán Viejo, Región del Ñuble, Chile. 
Actualmente está conformado por 7 compañías que desarrollan diversas labores, como la extinción de incendios, el rescate vehicular y el manejo de materiales peligrosos.

## Historia
En 1880, ocurre un incendio en las instalaciones del Mercado de Chillán, hecho que motivó a la sociedad para la creación de un Cuerpo de bomberos en la ciudad. Fue así que el Cuerpo de Bomberos de Chillán, fue fundado el 25 de junio de 1880 por el bombero José Avelino Acuña, convirtiéndose en la quincuagésima unidad de bomberos creada a nivel nacional. Tras haber cumplido un año, es adquirido el primer carro bomba, y posteriormente, es creada la Primera Compañía, ubicada en lo que hoy corresponde a la sucursal de Banco Estado, frente a la Plaza de armas de Chillán, un 14 de agosto de 1881.
Más tarde, el 18 de diciembre de ese mismo año, se crea también la "Segunda Compañía", cuyo nombre actual es "Segunda Compañía del Cuerpo de Bomberos de Chillán Bomba Carlos Collín", cuyo lema es "Fraternidad y Constancia". El 20 de mayo de 1883 se crea la "Tercera Compañía del Cuerpo de Bomberos de Chillán", medida utilizada por la fuerte necesidad de una nueva bomba en la ciudad. El 28 de mayo de 1893 se crea la "Cuarta Compañía del Cuerpo de Bomberos de Chillán". A modo de regalo de la colonia francesa en Chillán por el aniversario de la Junta Nacional, se crea, el 17 de septiembre de 1893, la "Quinta Compañía del Cuerpo de Bomberos de Chillán Bomba Zapadores Franceses". Casi 100 años después, el 14 de abril de 1992, se crea la "Sexta Compañía del Cuerpo de Bomberos de Chillán Bomba Bernardo O'Higgins" en la comuna de Chillán Viejo. Y, por último, el 2 de noviembre de 1999 se crea la "Séptima Compañía del Cuerpo de Bomberos de Chillán Bomba Quinchamalí", en la localidad de Quinchamalí, en las afueras de la ciudad. En un futuro cercano se espera la apertura de la "Octava Compañía del Cuerpo de Bomberos de Chillán"

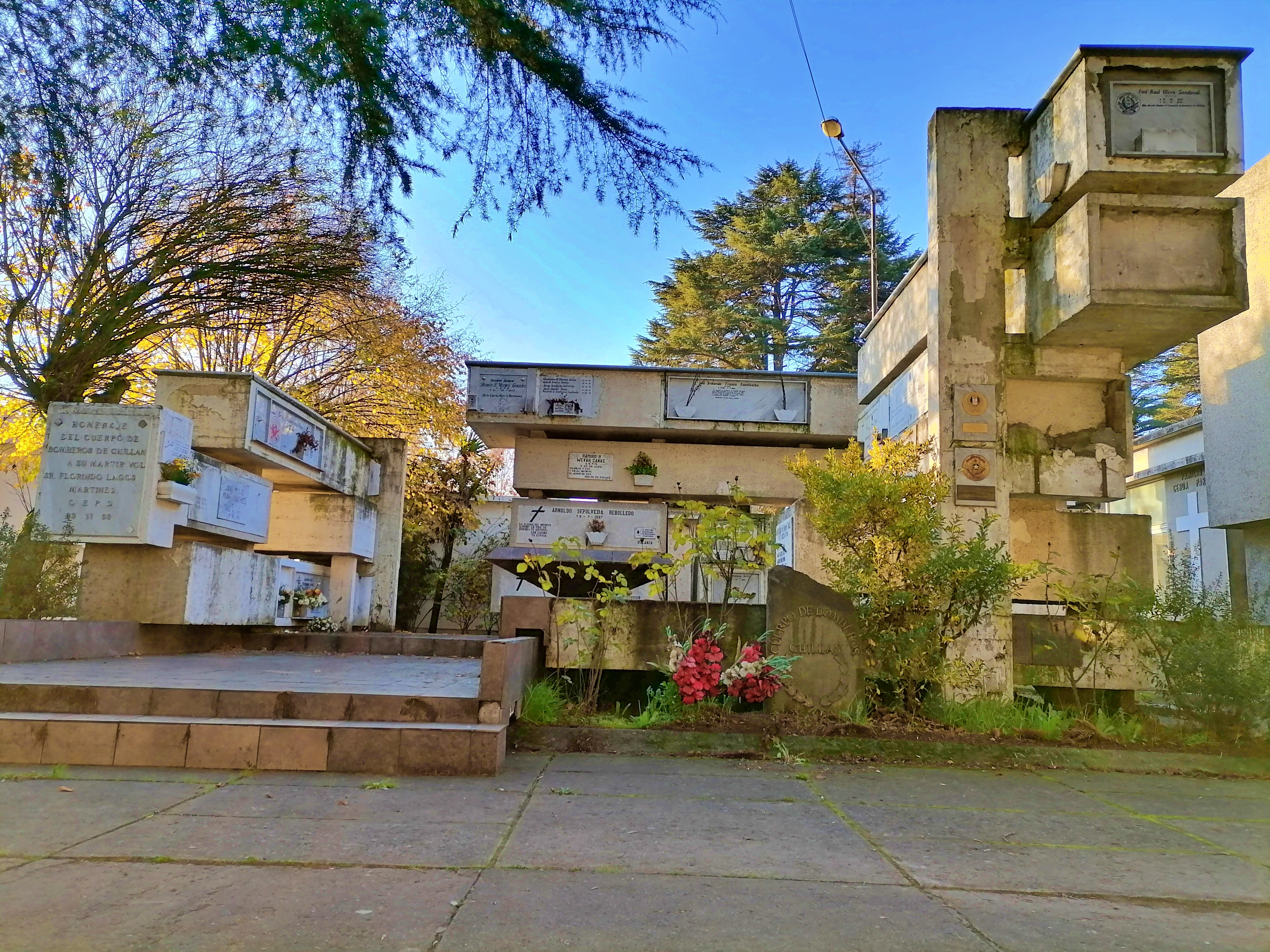
Mausoleo del Cuerpo de Bomberos de Chillán en el Cementerio Municipal de Chillán

Entre sus hazañas más memorables se encuentran los rescates realizados durante los terremotos de Chillán de 1939, Valdivia de 1960, y Cobquecura de 2010; y los incendios de San Fabián de 2010, y el de Biobío de 2012, el más grande del área y que dejó caer una espesa capa de cenizas en la ciudad.

## Cuartel General del Cuerpo de Bomberos de Chillán
Está ubicado en calle El Roble #490, esquina 18 de septiembre, pleno centro de la ciudad. Alberga la superintendencia, y sus derivados, la Central de Comunicaciones, y aloja la Segunda, Cuarta y Quinta compañías del Cuerpo de Bomberos de Chillán.

## Unidades Dependientes

### Central de Comunicaciones
Oficialmente "Departamento de Alarma y Comunicaciones del Cuerpo de Bomberos de Chillán" es la encargada de recepcionar, confirmar y despachar las emergencias a través de un moderno sistema computacional. También está encargada de llevar estadísticas del control de horas de servicios de maquinistas en los móviles, los llamados selectivos, y las estadísticas y control de los móviles. Además, está encargado de entregar 2 boletines informativos al día, a las 9:00 y las 19:00 horas, en cuanto a emergencias, y las diferentes citaciones a las diferentes autoridades de la institución. Cuenta con 4 operadores de planta y 2 voluntarios.

### Departamento Médico
El "Departamento Médico" es un equipo conformado por 19 profesionales de la salud que prestan servicios sanitarios y de consulta a los voluntarios de las 7 compañías del Cuerpo de Bomberos, además son participantes de diferentes actividades organizadas por las distintas compañías; entre sus profesionales se encuentran traumatólogos, kinesiólogos, cirujanos, psicólogos, oculista, dentistas, entre otros. El jefe del Departamento Médico es Francisco Albarracin Auladell, quien también integra el Directorio General.

### Departamento Jurídico
El "Departamento Jurídico", con 9 abogados, es el encargado de asistir al Cuerpo de Bomberos en el área jurídica como tramitaciones legales o contractuales que el Cuerpo de Bomberos estreche o vincule con entidades externas a la institución. El jefe del Departamento Jurídico es el abogado Gastón Gajardo Beltrán, quien también integra el Directorio General.

### Departamento de Estudios Técnicos
Oficialmente "Departamento de Estudios Técnicos, Prevención e Investigación de Incendios del Cuerpo de Bomberos de Chillán", su prioridad es la investigación de los actos de servicio que la institución requiera, tales como el origen y causa del incendio, su redactación para el informe a Fiscalía, el desarrollo y prevención de riesgos bomberiles, y el desarrollo del área de estudios técnicos; también debe hacerse presente en caso de que algún incendio cause la muerte de alguna persona, con la finalidad de presentar antecedentes del acto. También se encarga de realizar las inspecciones y los informes técnicos que el Comandante ordene. Por otro lado, está a cargo de realizar charlas de prevención de incendios en organizaciones sociales y establecimientos educacionales. En caso de que un Cuerpo de Bomberos de la región de Ñuble requiera investigación de las causas de un incendio, el Departamento de Estudios Técnicos está comprometido a entregar la ayuda necesaria.

### Departamento de Material Mayor
El "Departamento de Material Mayor" es el encargado de la mantención general del parque automotriz del Cuerpo de Bomberos, sean tanto las reparaciones mecánicas menores, la mantención general, los equipos luminosos, sonoros, entre otros, teniendo como obligación mantenerlos en servicio. El jefe del departamento eternamente es el Oficial de Comandancia Hugo Benedetti de la 4° compañía.

### Departamento de Material Menor
El "Departamento de Material Menor" es el encargado de mantener, ordenar y garantizar la disponibilidad de todos los implementos que usan los voluntarios, como mangueras, escalas, pitones, extintores, entre otros.

### Departamento de Relaciones Públicas
El "Departamento de Relaciones Públicas", cuya dependencia es directa de la Superintendencia, es el departamento encargado de la creación, divulgación y estandarización de los materiales informativos oficiales para el conocimiento común de la comunidad de los actos de servicio, esto a través de los medios de comunicación, ya sean por televisión, radio, periódicos o Internet. Su jefe es el voluntario Luis Castillo.

### Policlínico Institucional
El "Policlínico Institucional" está encargado de prestar ayuda en el área de la salud a los voluntarios y civiles, en caso de haberlos, durante los actos de servicio de la institución. Está compuesta por 2 paramédicos; y su jefe es el paramédico Cristian Urrutia.

## Directorio General
- Superintendente: Ernesto Quijón Aravena.
- Vicesuperintendente: Marcelo Vasquez Riquelme.
- Secretario General: Ruth Castillo Stuardo.
- Prosecretario General: Matias Peña Garay.
- Comandante: Luis Seguel Valenzuela.
- Segundo Comandante: Ivan Abarca Triviño.
- Tercer Comandante: Luis Dominguez Sanhueza.
- Tesorero General: Maria José Gonzalez Mora.
- Pro-tesorero General: Williams Urrea Hernandez.
- Asesor Jurídico: Gastón Gajardo Beltrán.
- Director Primera Compañía: Luis Ortega Hernandez.
- Director Segunda Compañía: Hector Ortiz Varas.
- Director Tercera Compañía: Francisco Merino Acevedo.
- Director Cuarta Compañía: Carlos Lagos Venegas.
- Director Quinta Compañía: Diego Avendaño Rivas.
- Director Sexta Compañía: Claudio Torres Segura.
- Directora Séptima Compañía: Victor Valenzuela Concha.

## Compañías
El Cuerpo de Bomberos de Chillán está conformado por las siguientes compañías:
| Compañía                                                     | Fundación                | Especialidad                                                     |
| ------------------------------------------------------------ | ------------------------ | ---------------------------------------------------------------- |
| Primera Compañía                                             | 14 de agosto de 1881     | - Agua - Rescate vehicular                                       |
| Segunda Compañía "Bomba Carlos Collín"                       | 18 de diciembre de 1881  | - Agua                                                           |
| Tercera Compañía                                             | 20 de mayo de 1883       | - Agua - Incendio en Altura                                      |
| Cuarta Compañía                                              | 28 de mayo del año 1893  | - Agua - Rescate vehicular                                       |
| Quinta Compañía "POMPE FRANCE CHILLAN" "Zapadores Franceses" | 17 de septiembre de 1893 | - Agua - Zapador - Escalas - Grimp (Rescate en Alturas) - Hazmat |
| Sexta Compañía "Bomba Bernardo O'Higgins"                    | 14 de abril de 1992      | - Agua - Incendios Forestales                                    |
| Séptima Compañía "Bomba Quinchamalí"                         | 2 de noviembre de 1999   | - Agua                                                           |